# 徴古館 (佐賀市)
徴古館（ちょうこかん）は佐賀県佐賀市にある歴史博物館である。公益財団法人鍋島報效会が運営。

## 概要
- 佐賀藩の藩校弘道館の跡地[2]として、鍋島家12代当主鍋島直映の意思を基づき、1927年（昭和2年）に竣工。佐賀県初の博物館となる。鍋島家所蔵資料を中心とした博物館だけでなく、図書館を補完しすることに目的した。1940年以降は鍋島家により設立した財団法人鍋島報效会が運営した。
- 1945年（昭和20年）に佐賀連隊区司令部による接収などを経て、1955年（昭和30年）に佐賀県文化館として再開したが、1970年（昭和45年）に展示公開を休止[3]。
- 20年以上の時を経て、1997年（平成9年）に国の登録有形文化財登録された。1998年（平成10年）6月に博物館として再開。2021年（令和3年）10月27日に「22世紀に残す佐賀県遺産」に認定[4]。
- 収蔵品の中で「催馬楽譜」が唯一国宝として指定されている[5]。

## 文化財

### 武器・武具
佐賀県重要文化財
- 青漆塗萌黄糸威二枚胴具足（江戸時代初期・17世紀前半）
- 太刀 主銘 國行（鎌倉時代中期・13世紀）
- 太刀 主銘 来國光（鎌倉時代末期・14世紀）
- 刀 銘 肥前國住藤原忠廣 寛永七年八月吉日（寛永7年(1630)）
- 長巻 折返銘「正平十 肥州末貞」正平十年代（1355～1364年）

### 幕末の科学技術
佐賀県重要文化財
- 蒸気車雛形（安政2年(1855年)）
- 蒸気船雛形（スクリュー船・安政2年(1855年)）
- 蒸気船雛形（外輪船・安政2年(1855年)）

### 書・典籍
国宝
- 催馬楽譜（平安時代後期・11世紀）

重要文化財
- 東遊歌神楽歌（平安時代後期・12世紀）

佐賀県重要文化財
- 東遊歌風俗歌譜（平安時代後期・12世紀）
- 紺紙金字妙法蓮華経（高麗時代・至元6年(1340年)）
- 紺紙銀字妙法蓮華経（壬申の年・1332年)